# Пост керування

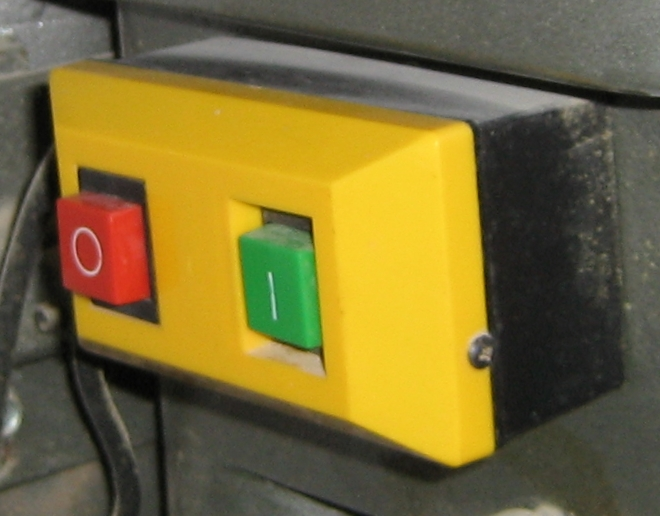

Пост керува́ння, пост управлі́ння (рос. пост управления, англ. control position, control desk, pulpit, control station,нім. Steuerstand m, Steuerwarte f, Steuerzentrale f) — кнопковий пристрій, призначений для дистанційного управління електромагнітними апаратами (пускачами, контакторами) змінного та постійного струму. Для шахт і рудників виготовляються у вибухозахищеному та рудниковому виконанні.
Пост керування конструктивно складається з оболонки, ввідного пристрою, привода управління та кнопкових елементів. Ввідний пристрій забезпечує приєднання як гнучкого, так і броньованого кабелю.